# فيرفاي
فيرفاي (بالفرنسية: Ferfay)‏ هي بلدية تقع في إقليم باد كاليه من منطقة نور با دو كاليه في شمال فرنسا. تبلغ مساحة هذه المدينة 3.89 (كم²)، وترتفع عن سطح البحر 106 م، يبلغ عدد سكانها 880 نسمة حسب إحصاء المعهد الوطني للإحصاء والدراسات الاقتصادية سنة 2009 م. وترأس Gaston Nicolle البلدية خلال فترة (2008-2014).